# Aracnologia
L'aracnologia (del grec: αραχνη, arachne, "aranya"; i λόγος, logos, "coneixement") és la branca de la zoologia que estudia els aràcnids. Això inclou les aranyes, els escorpins o els pseudoescorpins. Els que estudien els aràcnids són els aracnòlegs.

## Història
Les primeres aranyes van ser descrites fa 250 anys per Carl Alexander Clerck, contemporani i compatriota de Linneo i que pot considerar-se com el primer aracnòleg.

## Disciplines
Hi ha diferents aspectes en l'estudi dels aràcnids. Les disciplines bàsiques són la taxonomia, és a dir, descriure i donar nom a cadascuna de les espècies i la sistemàtica, és a dir, la classificació d'aquestes espècies en el marc sistemàtic dels aràcnids. Un cop realitzada la tasca bàsica poden abordar altres aspectes del coneixement dels aràcnids, com la seva anatomia i fisiologia (incloent-hi l'estudi del seu verí), la seva relació amb l'entorn i amb altres éssers vius (ecologia), el seu comportament (etologia), la seva distribució geogràfica (biogeografia), etc. Especialment interessants són els estudis sobre l'ús d'aranyes com a agents de control biològic de plagues agrícoles.